# Борисов, Александр Михайлович
Александр Михайлович Борисов (1917—1941) — советский танкист. Участник Великой Отечественной войны. Герой Советского Союза (1941). Старший сержант.

## Биография
Александр Михайлович Борисов родился 13 января 1917 года в деревне Петровская Дорогобужского уезда в крестьянской семье Михаила Нестеровича и Евдокии Степановны Борисовых. Русский. Окончил семь классов школы в соседнем селе Вышегор. До призыва на военную службу работал на стройках в городе Смоленске.
В ряды Рабоче-Крестьянской Красной Армии А. М. Борисов был призван в мае 1938 года. Окончил школу младших командиров. В июле 1940 года получил назначение в 1-ю Краснознамённую танковую дивизию Ленинградского военного округа, которая дислоцировалось в городе Пскове. 17 июня 1941 года дивизия, в которой служил командир танка старший сержант А. М. Борисов, была переброшена в Заполярье и размещена в районе села Алакуртти. С началом Великой Отечественной войны дивизия вошла в состав 14-й армии Северного фронта.
В боях старший сержант А. М. Борисов со 2 июля 1941 года. Поддерживая действия стрелковых подразделений 420-го стрелкового полка 122-й стрелковой дивизии в 4-х километрах севернее казарм гарнизона 161-й погранзаставы, экипаж танка Александра Борисова под сильным пулемётным и артиллерийским огнём противника эвакуировал с поля боя подбитый советский танк вместе с экипажем, после чего обеспечил отход пехотных частей на заранее подготовленные позиции. 3 июля экипаж танка Борисова в течение 32 часов стойко держал оборону у моста через реку Куолайоки, уничтожив до взвода вражеской пехоты и подавив огонь нескольких пулемётных точек, что заставило противника отказаться от намерений форсировать реку на этом участке. 6 июля 1941 года в бою в районе казарм танк БТ-7 старшего сержанта А. М. Борисова был подбит. Члены экипажа танка и его командир были ранены, но продолжали вести огонь из подбитой машины до момента эвакуации повреждённой машины с поля боя. С тяжёлым ранением головы старший сержант Борисов был доставлен в эвакогоспиталь № 1440 в Кандалакше.
Указом Президиума Верховного Совета СССР «О присвоении звания Героя Советского Союза начальствующему составу Красной Армии» от 22 июля 1941 года за «образцовое выполнение боевых заданий командования на фронте борьбы с германским фашизмом и проявленные при этом отвагу и геройство» старшему сержанту Борисову Александру Михайловичу было присвоено звание Героя Советского Союза. Однако 15 августа 1941 года Александр Михайлович от полученных ран скончался. Похоронен А. М. Борисов в братской могиле советских воинов в Кандалакше Мурманской области Российской Федерации.

## Награды и звания
- Герой Советского Союза (22 июля 1941) — за образцовое выполнение боевых заданий Командования на фронте борьбы с германским фашизмом и проявленные при этом отвагу и геройство
- Орден Ленина (22 июля 1941) — за образцовое выполнение боевых заданий Командования на фронте борьбы с германским фашизмом и проявленные при этом отвагу и геройство

## Память
- Мемориальная доска в честь Героя Советского Союза А. М. Борисова установлена в городе Кандалакша Мурманской области Российской Федерации (ул. Борисова, д. 8).
- Именем Героя Советского Союза А. М. Борисова названа улица в городе Кандалакша.
- В честь Героя Советского Союза А. М. Борисова посёлок Нурмиярви Приозерского района Ленинградской области был переименован в посёлок Борисово.

## Примечание
1. ↑  Деревня Петровская находилась на территории современного Рыбковского сельского поселения Сафоновского района Смоленской области. Ныне не существует.
2. ↑  Указ Президиума Верховного Совета СССР «О присвоении звания Героя Советского Союза начальствующему составу Красной Армии» от 22 июля 1941 года // Ведомости Верховного Совета Союза Советских Социалистических Республик : газета. — 1941. — 2 августа (№ 34 (149)). — С. 1. Архивировано 5 ноября 2021 года.

## Документы
- Общедоступный электронный банк документов «Подвиг Народа в Великой Отечественной войне 1941—1945 гг.» Архивировано 13 марта 2012 года. № в базе данных 2002688. Архивировано 16 мая 2013 года.
- Обобщённый банк данных «Мемориал». Архивировано 10 мая 2012 года. ЦАМО, ф. 58, оп. 818883, д. 92 (недоступная ссылка — история)., ЦАМО, ф. 58, оп. А-83627, д. 2954 (недоступная ссылка — история)., ЦАМО, ф. 58, оп. 977534, д. 1 (недоступная ссылка — история)., Информация из списка захоронения 51-8 (недоступная ссылка — история)., Учётная карточка захоронения 51-8 (недоступная ссылка — история)., Схема захоронения 51-8 (недоступная ссылка — история).

|  |